# Loveridgea phylofiniens
Loveridgea phylofiniens är en ödleart som beskrevs av  Gustav Tornier 1899. Loveridgea phylofiniens ingår i släktet Loveridgea och familjen Amphisbaenidae. Inga underarter finns listade i Catalogue of Life.